# Malacothrix typica
Genre
Espèce
Statut de conservation UICN

 LC  : Préoccupation mineure
Malacothrix typica est une espèce de rongeurs de la famille des Nesomyidae. Il s'agit de la seule espèce du genre Malacothrix.

## Répartition et habitat
Elle est présente dans le sud de l'Angola, en Namibie, au Botswana et en Afrique du Sud. Cette espèce vit dans une grande diversité d'habitats, notamment dans les savanes sèches ainsi que les déserts arides ou tempérés.